# Skály (okres Písek)
Skály jsou obec v okrese Písek v Jihočeském kraji v jižních Čechách. Připojené osady jsou Budičovice, Dvorce a Božejovice. Vesnice je vedena jako vesnická památková zóna. Nacházejí se zde venkovské statky ve stylu lidového baroka. Obcí protéká Skalský potok, který se vlévá do Blanice. Žije zde 314 obyvatel.
Leží přibližně pět kilometrů severozápadně od Protivína a dvanáct kilometrů jižně od Písku. Skály se nacházejí v poměrně pahorkaté krajině, která je převážně zemědělsky využívána, v nadmořské výšce 387 metrů.

## Historie
První doložená písemná zmínka o osadě Skály pochází z roku 1365, kdy ji Rožmberkové prodali Oldřichu Štěněti z Dobevi. Další zmínku lze nalézt v zápisu z manského soudu z roku 1397, kde se hovoří o jistém Janu ze Skály. V roce 1430 nechal král Zikmund Lucemburský zapsat manství ve Skalách, sousedních Budičovicích a Štěticích Janu Kočkovi ze Skal. Kočka měl tři syny Přibíka, Václava, Jana a Aleše a dceru Kateřinu. Té v roce 1509 potvrdil král Vladislav Jagellonský listiny na zdejší manství. Někdy kolem roku 1536 prodala Kateřina Skály Kašparu Litochlebovi ze Strachotína, jenž zde zřejmě vystavěl tvrz, nebo do podoby tvrze přestavěl starší sídlo. Tvrz se ve Skalách poprvé uvádí v roce 1543, kdy ji Kašparova dcera Anna i s dvorem prodala Diviši Malovcovi z Malovic. Nový pán pak toto zboží připojil k libějovickému panství. Nelze vyloučit, že zbytky renesanční tvrze jsou dosud zčásti dochovány v dnešních přízemních objektech bývalého statku čp. 24. Ke konci 16. století a až do roku 1623 patřily Skály městu Písek, od něhož je koupil hrabě Merode, který je posléze prodal hraběti Karlovi Bonaventurovi Buquoyovi. Dalším nabyvatelem dvora byl v roce 1800 kníže Schwarzenberg. Knížecí rod si zdejší majetek podržel až do pozemkové reformy v roce 1923.

### Moderní dějiny
- 1905 Byl založen místní sbor dobrovolných hasičů.
- 1905–1946 V těchto letech vlastnila obec cihelnu, která významně přispívala do jejího rozpočtu.
- 1924 Začala se stavět dolní ulice Viktorka.
- 1925 Byla zřízena obecní knihovna.
- 1929 Obec přistoupila k elektrifikaci a roku 1931 byla provedena elektrifikace veřejného osvětlení.
- 1933 Byl založen fotbalový Sportovní klub Skály.
- 1935–1939 Byla vybudována železniční zastávka na trati Plzeň – České Budějovice, dnes č. 190.
- 1938 Ve Skalách vznikla první mateřská škola.
- 1945–1946 Došlo ke zřízení obecního rozhlasu.
- 1949 Ve Skalách vzniklo Jednotné zemědělské družstvo.
- 1972–1987 Ve vsi byla svépomocí vybudována kanalizace.
- 1974 Vzniklo Myslivecké sdružení Skály.

Skály patří k farnosti Heřmaň. Ve vsi není kostel ani hřbitov. V Heřmani bývala též obecná škola, kterou navštěvovaly děti až do čtvrté třídy. Povinnou školní docházku pak děti dokončily v protivínské základní škole.

## Přírodní poměry
Skály stojí v Českobudějovické pánvi. Východně od vesnice se nachází přírodní památka Skalský rybník a Klokočínská olšina a za železniční tratí Zdice–Protivín také přírodní památka Klokočínské louky.

## Obyvatelstvo
| Rok            | 1869 | 1880 | 1890 | 1900 | 1910 | 1921 | 1930 | 1950 | 1961 | 1970 | 1980 | 1991 | 2001 | 2011 | 2021 |
| -------------- | ---- | ---- | ---- | ---- | ---- | ---- | ---- | ---- | ---- | ---- | ---- | ---- | ---- | ---- | ---- |
| Počet obyvatel | 599  | 664  | 663  | 643  | 696  | 680  | 653  | 543  | 500  | 485  | 403  | 316  | 264  | 267  | 319  |
| Počet domů     | 72   | 83   | 86   | 89   | 87   | 85   | 116  | 130  | 121  | 121  | 108  | 114  | 119  | 124  | 133  |

## Obecní správa

### Části obce
Obec Skály se skládá ze dvou částí, které obě leží v katastrálním území Skály u Protivína:
- Budičovice
- Skály

Skály jsou součástí Blanicko-otavského mikroregionu a dobrovolného svazku obcí Zlatý vrch.

### Obecní symboly
Znak a vlajka byly obci uděleny rozhodnutím předsedkyně Poslanecké sněmovny Parlamentu České republiky dne 18. května 2012.

## Doprava
Dopravní spojení obstarává železniční trať Plzeň – České Budějovice č. 190, na níž leží zastávka Skály, a silnice Protivín – Ražice, jež prochází středem vsi. Na návsi je kromě obecního úřadu, v jehož budově sídlí i zdejší koloniál, také obecní hospoda, zastávka autobusu a kaplička.

## Kultura
Od roku 2008 se vždy v září v obci koná akce pro veřejnost pod názvem Draci ve Skalách. Akci plnou draků, pohádek a zpívání pořádá společně s obcí, dětský domov v Písku, Občanské sdružení Letní dům a občanské sdružení Švagr.

## Pamětihodnosti
- Kaple ve vsi je zasvěcená Panně Marii ustavičné pomoci. Je datována zhruba rokem 1783.[9]
- Kaple zasvěcená svatému Vítovi se nachází jihozápadním směrem od obce v lese Hájek. Pochází z doby kolem roku 1850. Na plechové desce je tento nápis: „Na heřmaňském hřbitově, dřímají sladký sen naši otcové, naše drahé matky. Chodívali rádi sem ke svatému Vítu, aby Pán Bůh žehnal jim i jejich majetku.“ Podle pověsti, která se ke kapli vztahuje, ji nechal postavit kníže, který se při pronásledování zvěře ztratil v zdejších lesích. Ráno šťastně našel cestu do nejbližší vesnice podle kohoutího kokrhání.[9]
- V katastrálním území obce se nachází tvrze Božejovice (Božovice) a Modliškovice nedaleko zemědělského dvora Dvorce.
- Ve Skalách se nalézá řada statků typického jihočeského selského baroka a návesní kapličky, dále boží muka a ohradní zdi a brány.
- Východně od vesnice leží přírodní památka Klokočínské louky.

## Galerie

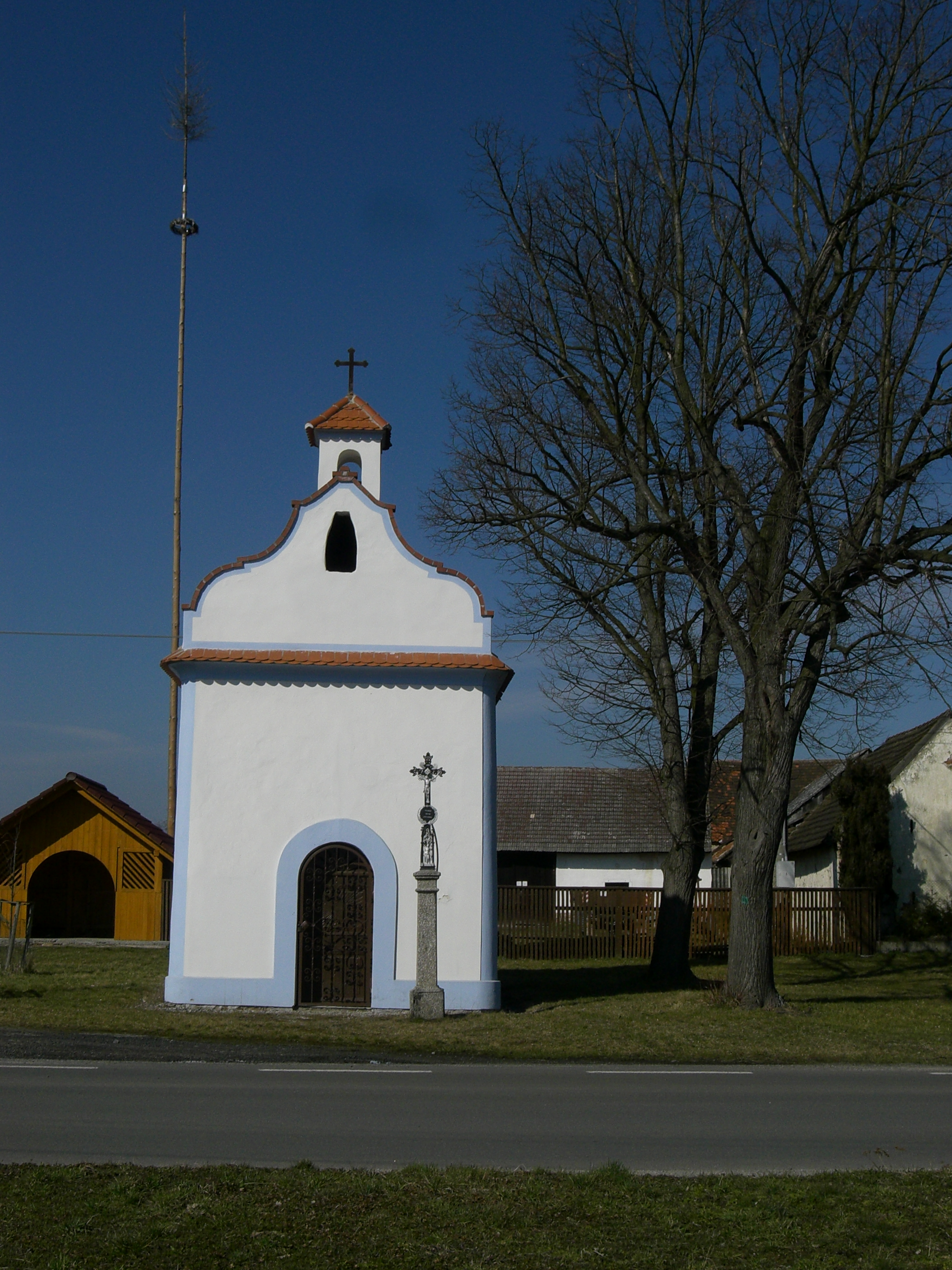
Kaplička na návsi
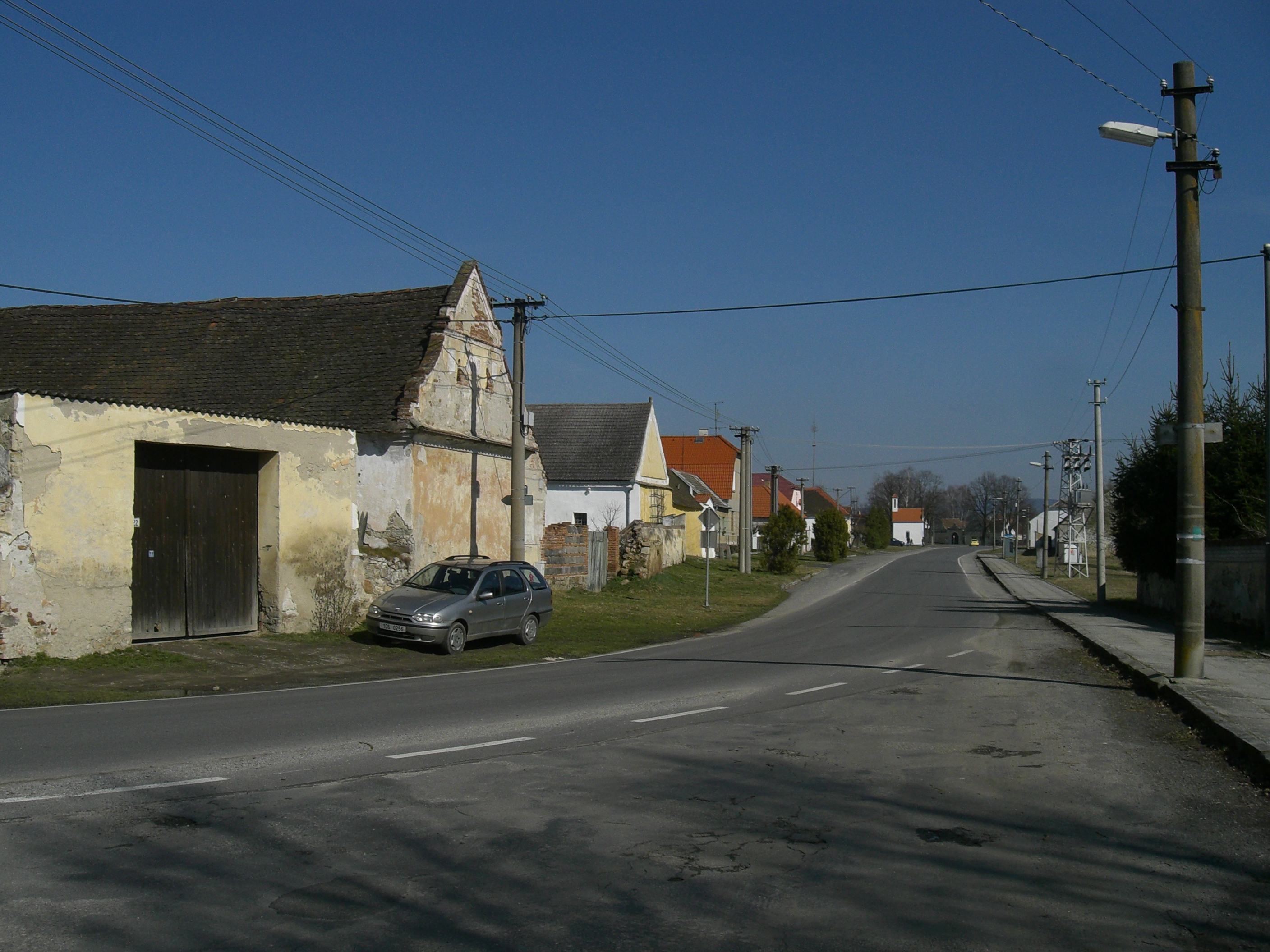
Pohled k bývalé skalské tvrzi
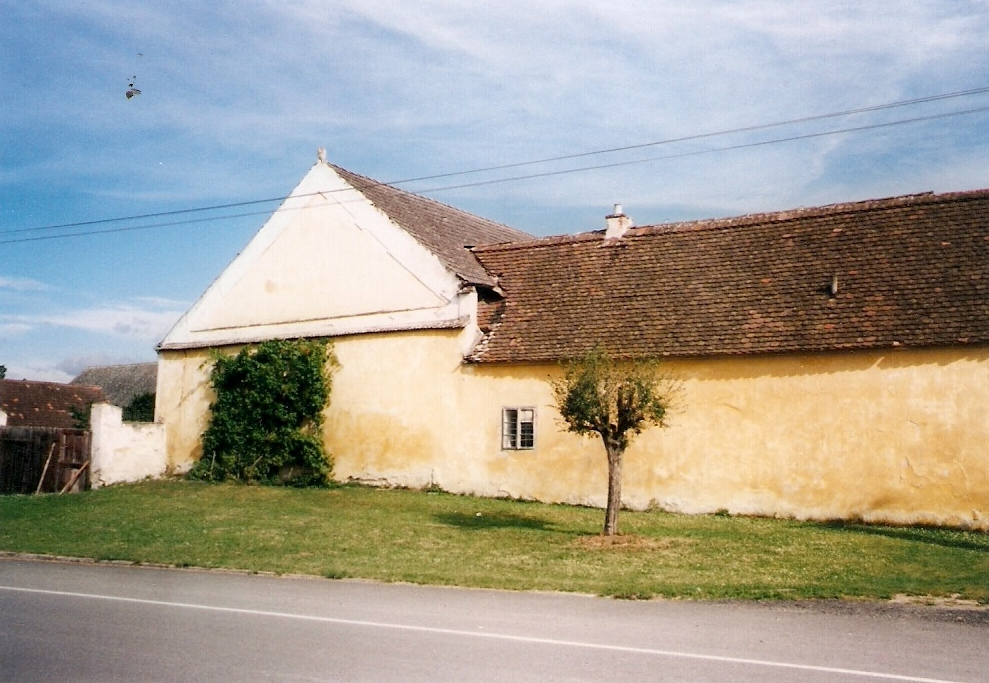
Část bývalého statku čp. 24
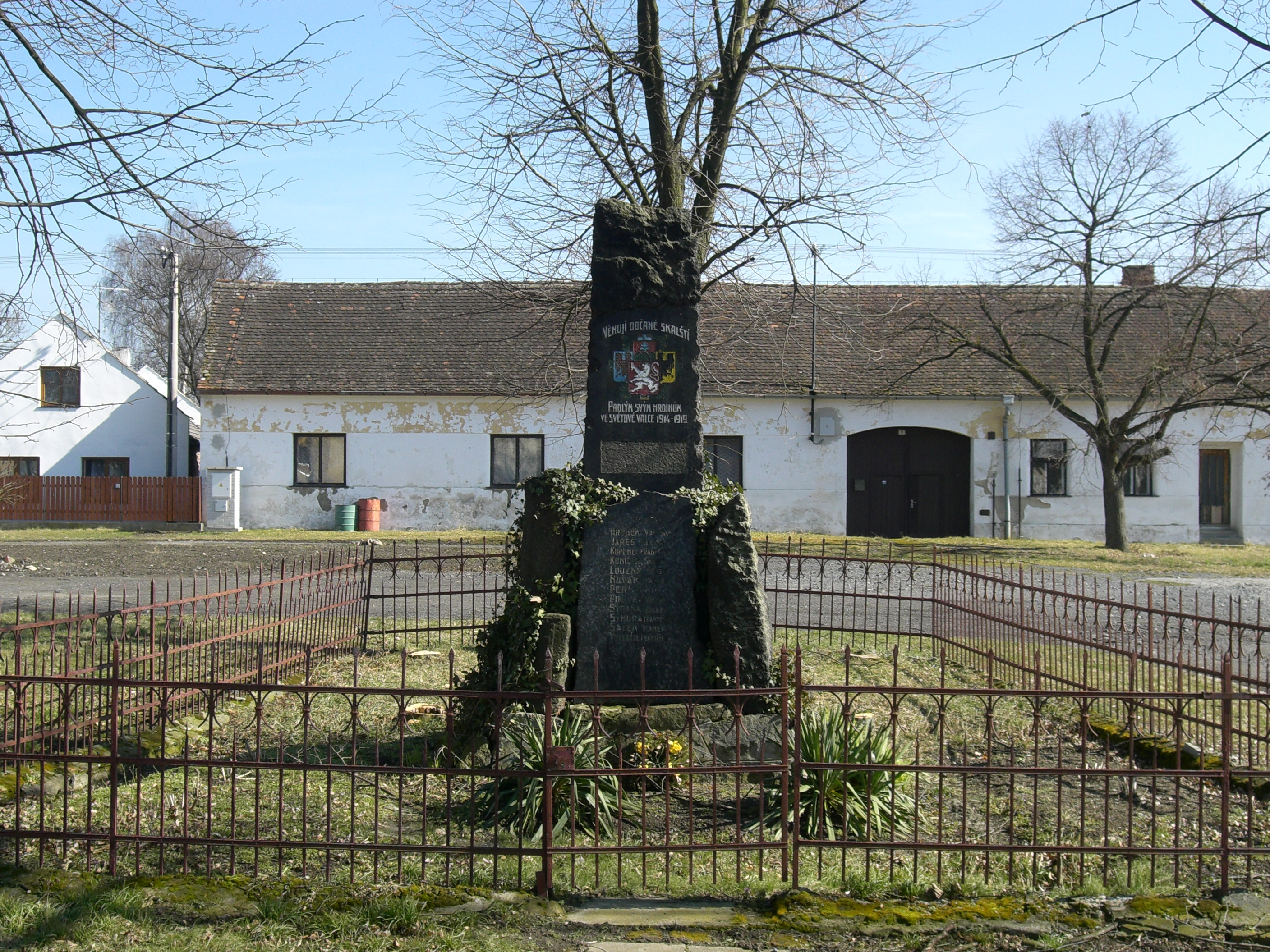
Pomník obětem první světové války
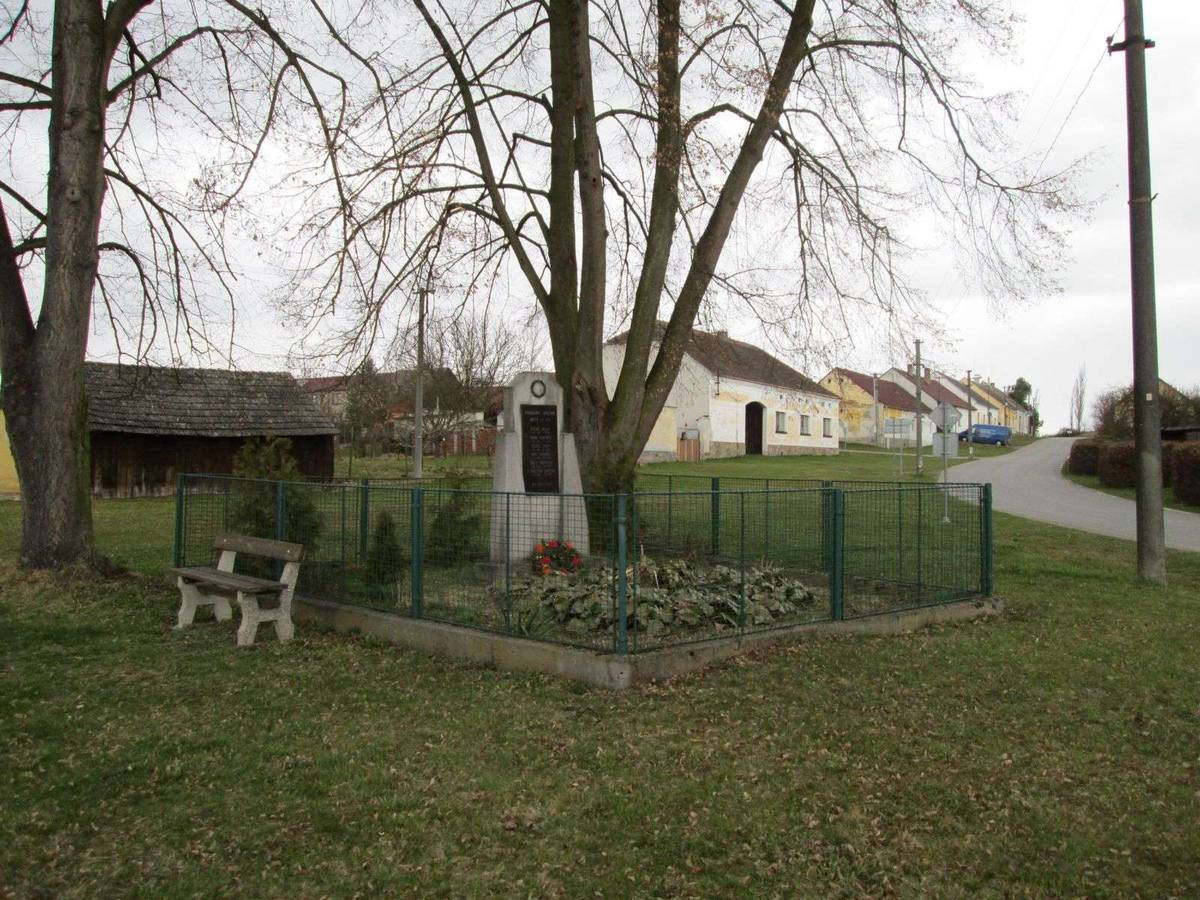
Pomník obětem druhé světové války